# Пела (Новара)
Пела (итал. Pella) је насеље у Италији у округу Новара, региону Пијемонт.
Према процени из 2011. у насељу је живело 508 становника. Насеље се налази на надморској висини од 298 м.

## Становништво
Према резултатима пописа становништва 2011. у општини је живело 1.038 становника.
| 1931. | 1936. | 1951. | 1961. | 1971. | 1981. | 1991. | 2001. | 2011. |
| ----- | ----- | ----- | ----- | ----- | ----- | ----- | ----- | ----- |
| 953   | 940   | 965   | 1.147 | 1.390 | 1.282 | 1.180 | 1.148 | 1.038 |